# K2
Pour les articles homonymes, voir K2 (homonymie).
Le K2 (aussi connu sous les noms de Qogir Feng, Chogori, Ketu/Kechu et historiquement mont Godwin-Austen) est un sommet du massif du Karakoram ou Karakorum (d'où la lettre K utilisée pour le désigner), qui est situé sur la frontière sino-pakistanaise, dans la région autonome du Gilgit-Baltistan (district de Shigar (en)). Avec une altitude officielle de 8 611 m, c'est le deuxième sommet du monde après l'Everest (et donc le point culminant du Pakistan). Il est surnommé « montagne Sauvage » en raison de la difficulté de son ascension, ou « montagne sans pitié ».
Sa première ascension est réussie en 1954 par Achille Compagnoni et Lino Lacedelli et la première hivernale est réussie en 2021 par une équipe népalaise menée par Nirmal Purja et Mingma Sherpa.
Les pentes du K2 et le camp de base de la voie normale ont été nettoyés par une équipe de Mountain Wilderness en 1990, opération ayant mis en évidence la dégradation des sites les plus reculés de l'Himalaya par une trop importante fréquentation d'alpinistes en très grande majorité étrangers.

## Toponymie

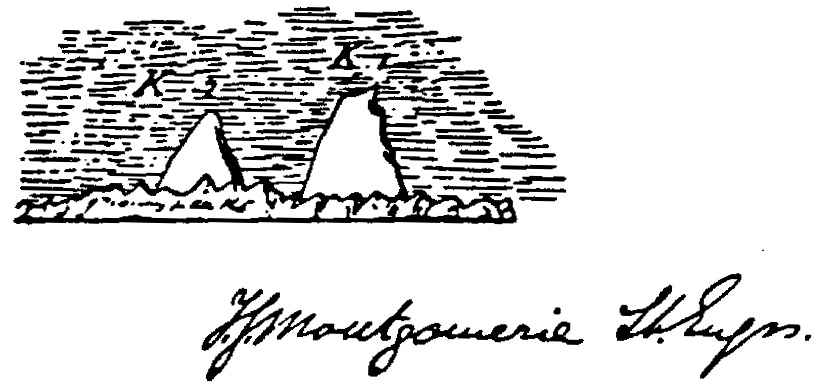
Dessin original de Montgomerie avec la notation « K2 ».

L'oronyme K2 est dérivé de la notation utilisée par la Great Trigonometric Survey. Thomas George Montgomerie fit la première enquête sur le Karakoram, depuis le mont Haramukh à environ 210 km au sud-ouest, et dessina les six pics les plus importants, les nommant de K1 à K6.
La politique de la Great Trigonometric Survey était d'utiliser le plus possible des noms locaux pour les montagnes et le K1 fut renommé Masherbrum en référence au nom local. Le K2, cependant, ne semblait pas avoir un nom local, probablement en raison de son isolement. La montagne n'est pas visible d'Askole, le dernier village au sud, ni de la ville la plus proche, au nord, et n'est entrevue qu'à la fin du glacier Baltoro, au-delà duquel peu de gens locaux se sont aventurés. Le nom Chogori, dérivé des mots balti, chhogo (« grand ») et ri (« montagne ») a été suggéré comme nom local, mais les preuves de son utilisation à grande échelle sont rares. Ce mot peut simplement être un nom composé inventé par les explorateurs occidentaux ou simplement une réponse perplexe à la question « Comment ça s'appelle ? ». Ce mot est néanmoins à l'origine du nom chinois Qogir (chinois simplifié : 乔戈里 峰 ; chinois traditionnel : 喬戈里 峰 ; pinyin : Qiáogēlǐ Feng), par lequel les autorités chinoises désignent officiellement le pic. D'autres noms locaux furent suggérés, y compris Lamba Pahar (« haute montagne » en ourdou) et Dapsang, mais ne sont pas beaucoup utilisés.
En l'absence d'un nom local, le nom de mont Godwin-Austen fut suggéré, en l'honneur de Henry Godwin-Austen, un des premiers explorateurs de la région, et, bien que le nom fût rejeté par la Royal Geographical Society, il a été et continue d'être utilisé sur plusieurs cartes,.
« K2 » continue donc à être le nom sous lequel la montagne est généralement connue. Il est désormais également utilisé dans la langue balti, prononcé Kechu ou Ketu, (ourdou : کے ٹو). L'alpiniste italien Fosco Maraini a fait valoir dans son récit de l'ascension du Gasherbrum IV que, bien que le nom de K2 doive son origine au hasard, le nom au son « coupant » correspond bien à la nature impressionnante et difficile de la montagne. Il conclut qu'il était :

« … seulement le squelette d'un nom, tout de roche, de glace, de tempête et d'abîme. Il ne fait aucune tentative pour paraître humain. Il est atomes et étoiles. Il est nu comme le monde avant le premier homme - ou la planète en cendres après le dernier. »

## Géographie
Le K2 est situé dans le nord-ouest du massif du Karakoram, dans la région du Gilgit-Baltistan. Le bassin du Tarim borde le massif au nord et l'Himalaya inférieur est au sud. L'eau de fonte des vastes glaciers, notamment au sud et à l'est du K2, nourrit l'agriculture des vallées.
Le K2 n'est que le 22e sommet sur Terre par ordre de proéminence.

## Histoire

### Exploration
Le K2 a été exploré pour la première fois par une équipe européenne en septembre 1856, dirigée par le topographe Thomas George Montgomerie, qui nomma le K2. Sa position est fixée par Henry Haversham Godwin-Austen en 1861.

### Première ascension
La première tentative sérieuse d'ascension du K2 fut organisée et entreprise en 1902 sur l'arête nord-est par Oscar Eckenstein, accompagné notamment d'Aleister Crowley et de Jules Jacot-Guillarmod qui participe à l'expédition comme médecin ; l'altitude de 6 600 mètres est atteinte. Cependant, après cinq tentatives sérieuses et coûteuses, aucun membre de l'équipe ne parvient à atteindre le sommet. Cet échec est probablement dû à la fois à une mauvaise préparation physique, à des conflits de personnalité et aux conditions météorologiques — sur un total de 68 jours passés sur le K2 (alors record de temps passé à une telle altitude) seulement huit offrirent une météo correcte.

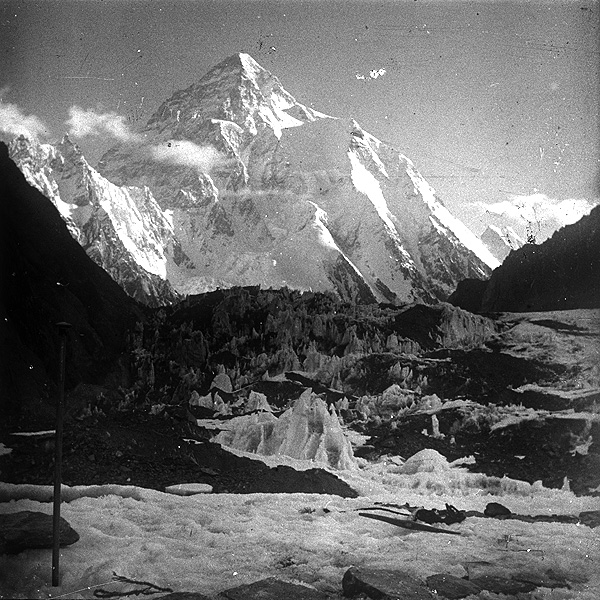
Photo prise en 1902 par Jules Jacot-Guillarmod.
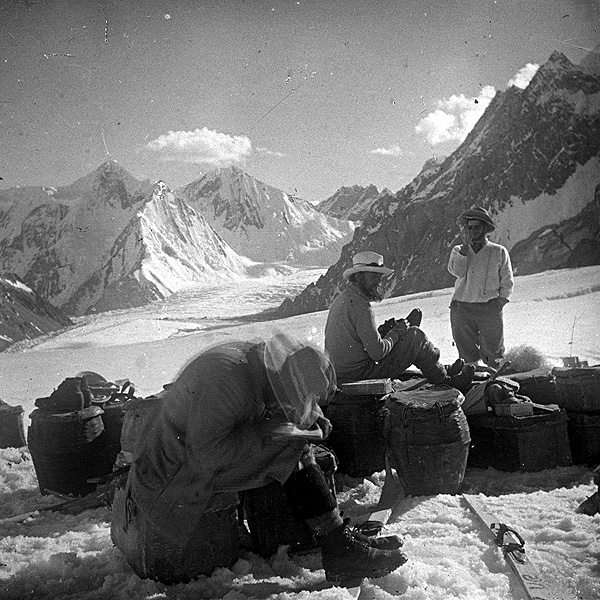
Photo du camp de base en 1902 par Jules Jacot-Guillarmod.
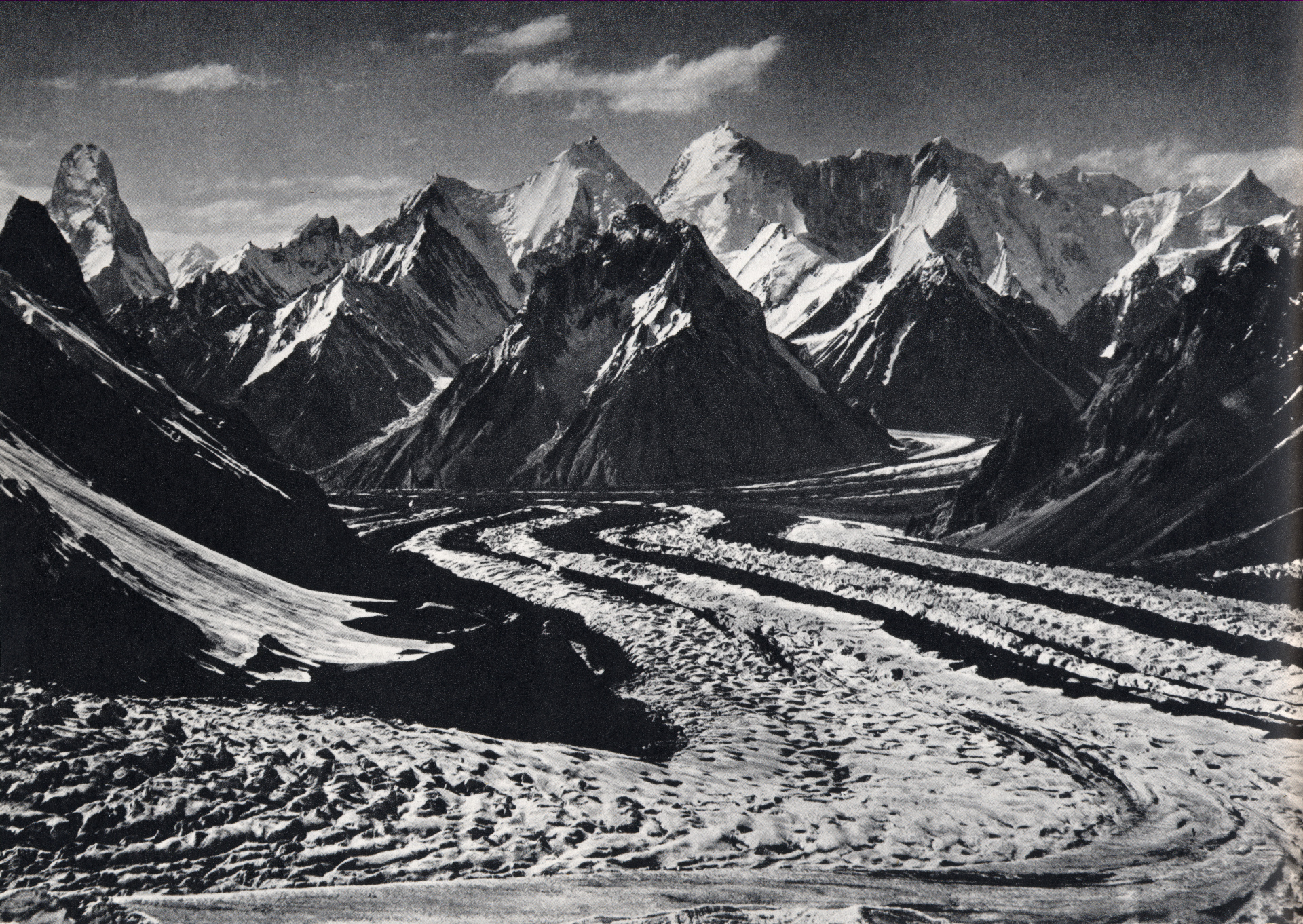
Photo prise en 1909.

D’autres tentatives suivirent en 1909, 1937, 1938, 1939 et 1953. L'expédition de 1909, menée par le prince italien Louis-Amédée de Savoie, duc des Abruzzes, avec notamment Vittorio Sella, a atteint le col baptisé « selle de Savoie » à l'altitude de 6 666 mètres. Les membres de l’expédition firent alors demi-tour sur ce qui est maintenant connu sous le nom d'éperon des Abruzzes (ou arête des Abruzzes),. Elle fait désormais partie de la voie normale de l’ascension. La même année une seconde expédition dirigée cette fois par le duc de Spolète, neveu du duc des Abruzzes, échoue à cause du mauvais temps. L'expédition se concentre alors sur les travaux scientifiques. Il en ressortira de nombreuses photographies de grande qualité et une précision des repérages qui constitueront une importante source d'enseignement, notamment sur l'évolution de certains glaciers et plus particulièrement le glacier du Baltoro.
En 1939, Pasang Lama Lawa monte avec Fritz Wiessner jusqu'à 8 370 m, sans appareil respiratoire.
Finalement c’est une autre expédition italienne qui réussit à gravir le sommet du K2 le 31 juillet 1954, après quatre tentatives et 70 jours d'assaut. L'expédition fut menée par Ardito Desio. Les deux premiers hommes à atteindre le sommet furent Lino Lacedelli et Achille Compagnoni. Un membre pakistanais faisait partie de l’équipe, le colonel Muhammad Ata-ullah. Celui-ci avait fait partie d'une expédition américaine en 1953 qui échoua à la suite de la mort d’un des membres clé de l’équipe, Art Gilkey, lors de l’assaut final. Après la victoire de 1954, les conditions du succès firent l'objet d'une polémique violente entre les deux vainqueurs et le jeune Walter Bonatti : Lacedelli et Compagnoni accusaient Bonatti d'avoir hypothéqué leur succès en utilisant l'oxygène qui leur était destiné tandis que Bonatti, qui dénonçait ce mensonge, leur reprochait de l'avoir contraint, avec le Hunza Amir Madhi, à un très dangereux bivouac improvisé à plus de 8 000 mètres d'altitude ; cette polémique ne s'est éteinte que cinquante ans plus tard quand le Club alpin italien donna raison à Bonatti.

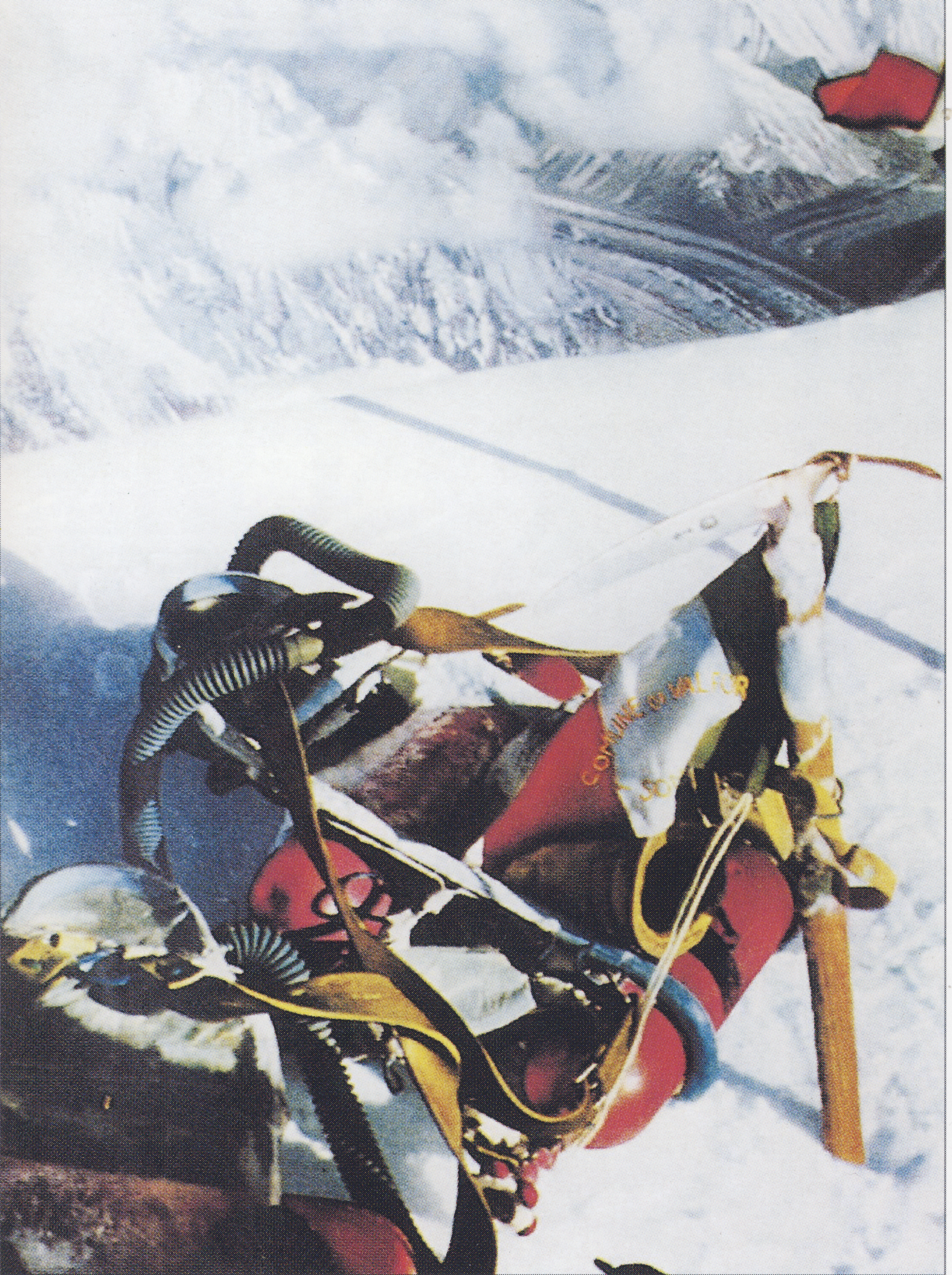
Drapeau italien au sommet du K2 le 31 juillet 1954.
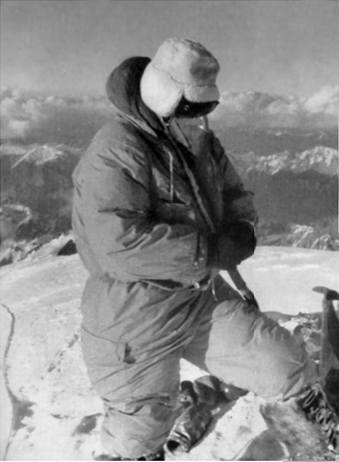
Achille Compagnoni au sommet du K2 le 31 juillet 1954.
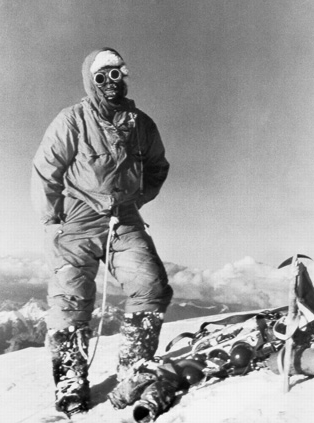
Lino Lacedelli au sommet du K2 le 31 juillet 1954.

### Ascensions notables
Le 9 août 1977, 23 ans après l'expédition italienne, Ichiro Yoshizawa emmena la deuxième expédition à atteindre le sommet. Parmi les membres de l’expédition, Ashraf Amman fut le premier grimpeur d’origine pakistanaise à fouler le point culminant de son pays. L'expédition japonaise monta par la voie de l'éperon des Abruzzes, tracée par les Italiens. Ils eurent recours à plus de 1 500 porteurs pour atteindre leur objectif.
La troisième ascension du K2 eut lieu en 1978, via un nouvel itinéraire, la longue route par la corniche est (la partie sommitale de l’itinéraire traverse la face est sur la gauche pour éviter le dernier mur vertical et rejoint la dernière partie de l'arête des Abruzzes). Ce tracé fut réalisé sans oxygène par une équipe américaine, menée par l’alpiniste James Whittaker ; Louis Reichardt, James Wickwire, John Roskelley, et Rick Ridgeway atteignirent le sommet. Wickwire endura un bivouac d'une nuit à environ 150 mètres du sommet, représentant le record d’altitude de l’époque.
Cet exploit sans oxygène fut renouvelé par la cordée Reinhold Messner et Michael Dacher en 1979 en style semi-alpin.
Une autre ascension japonaise notable fut celle de la difficile arête nord, sur le versant chinois en 1982. Une équipe de l'Association d'Alpinisme du Japon menée par Isao Shinkai et Masatsugo Konishi conduisit trois membres au sommet le 14 août ; Naoe Sakashita, Hiroshi Yoshino et Yukihiro Yanagisawa. Cependant Yanagisawa fit une chute mortelle lors de la descente. Quatre autres membres de l'équipe atteignirent le sommet le jour suivant.
En 1986, le Français Benoît Chamoux réalise une ascension en moins de 24 heures en compagnie de cinq autres alpinistes.
En 1991, Pierre Beghin et Christophe Profit effectuent la première de l’arête Nord-Ouest.
En 2004, Edurne Pasaban réussit à redescendre du sommet avec succès, puis en 2006 l'Italienne Nives Meroi et la Japonaise Yuka Komatsu sont, respectivement, la septième et la huitième femmes à atteindre le sommet du K2. Le 23 août 2011, Gerlinde Kaltenbrunner réussit une ascension sans oxygène et sans porteur.
Après une première tentative avortée en 2017, le Polonais Andrzej Bargiel effectue une nouvelle ascension le 19 juillet 2018 sans oxygène. Il atteint le sommet le 22 juillet et chausse ses skis pour la descente. Contrairement aux précédents alpinistes ayant tenté la descente à skis, le Polonais ne suit pas une seule voie mais alterne entre quatre voies différentes. Il se voit contraint de s'arrêter pendant une heure et demie en raison d'un épais brouillard. Après sept heures de descente, il atteint le camp de base sur le glacier Godwin-Austen devenant ainsi le premier homme à réaliser la descente du K2 à skis.
Le 28 juillet 2024, Benjamin Védrines réalise une ascension record sans oxygène, en 11 heures depuis le camp de base avancé.

#### Première hivernale
Le Team National russe a entamé une tentative d'hivernale au K2 en décembre 2011, avortée le 6 février, à la suite du décès de Vitaly Gorelik. En janvier 2018, une équipe polonaise effectue une nouvelle tentative, mais celle-ci est interrompue temporairement ; deux des alpinistes (Denis Urubko et Adam Bielecki) en pleine phase d'acclimatation se déroutent pour porter secours à Élisabeth Revol et Tomasz Mackiewicz en difficulté sur les flancs du Nanga Parbat tout proche. Cette tentative polonaise reprend après le sauvetage d'Élisabeth Revol, mais échoue, principalement par manque de cohésion de l’équipe. Les Polonais sont pourtant réputés pour les hivernales à plus de 8 000. L'année suivante, toujours en janvier, des équipes de divers pays sont également présentes, russe, polonaise, espagnole mais aucune n'accède au sommet ; les tentatives compliquées de sauvetage du Britannique Tom Ballard (it) et de l’Italien Daniele Nardi (it) sur le Nanga Parbat, relativement proche, modifient les plans de certaines équipes, ainsi que les conditions de vents sur le K2.
Dès la fin 2020, plusieurs équipes internationales, de différents niveaux ou expérience,,, sont en lice pour gravir le K2 l'hiver,,. Environ 150 personnes restent attendues au camp de base représentant 17 nationalités, dont une soixantaine de grimpeurs, malgré les difficultés à réaliser cette ascension en cette période courte ; les spécialistes considérant que l'hiver dure de début décembre, au 28 février ou à mi-mars sur ce sommet. Statistiquement, il existe deux créneaux plus favorables dans le calendrier hivernal de ce sommet, pour tenter l'ascension : une fenêtre comprise entre fin décembre et mi-janvier ainsi qu'une seconde début mars. Parmi ces équipes de toutes nationalités, deux sont composées de sherpas népalais. Nirmal Purja (Nims Dai) emmène Geljen Sherpa, Pem Chhiri Sherpa, Dawa Temba Sherpa, Kili Pemba Sherpa et Dawa Tenjing Sherpa (11 fois l'Everest pour ce dernier). D'un autre côté, Mingma Gyalje Sherpa, chef de la seconde équipe, envisage de monter au sommet sans oxygène. Il part avec deux autres sherpas, Mingma Tenzi Sherpa et Mingma David Sherpa et sera rejoint par Sona Sherpa qui fait partie d'une autre organisation (l'organisateur Seven Summit Treks avec pour chef Chhang Dawa Sherpa).
Le 16 janvier 2021, alors que la météo est très claire toute la journée, sans nuages et avec une température au sommet d'environ −45 °C, un groupe de 10 sherpas népalais, résultant de la fusion des deux équipes distinctes, réussit la première ascension de l'histoire du K2 en hiver. Le sommet est atteint aux alentours de 17 h (heure locale). Une partie de la première équipe, arrivée à 10 mètres sous le sommet avant la seconde, décide d'attendre l'arrivée du reste du groupe pour rejoindre leur but ensemble ; ces deux groupes ainsi que Sona Sherpa s'étaient déjà rejoints aux alentours du 14 janvier vers 7 350 m, au niveau d'un camp, avant de poser les cordes fixes plus haut. La descente, étape cruciale, se passe bien jusqu'au camp de base,. En parallèle de cette ascension historique, l'alpiniste Sergi Mingote (faisant équipe avec Chhang Dawa Sherpa, dirigeant de Seven Summit Treks, au camp de base) qui tentait lui aussi d'atteindre le sommet cet hiver avec une autre équipe, est mort après une chute.

### Accidents mortels
La légende a par le passé attribué au K2 une « malédiction sur les femmes ». La première femme à atteindre le sommet fut la Polonaise Wanda Rutkiewicz, en 1986, avec la Française Liliane Barrard. Les cinq premières ont toutes succombé à un accident mortel dans l'Himalaya, dont trois lors de la descente (Liliane Barrard, Julie Tullis et Alison Hargreaves). Rutkiewicz elle-même est morte sur les pentes du Kangchenjunga en 1992, et Chantal Mauduit est morte en 1998 sur les pentes du Dhaulagiri,.
Au moins cinquante-six personnes sont mortes lors d’une tentative ; dont treize appartenant à différentes expéditions en 1986 lors de la tragédie au K2, sous une violente tempête. Six alpinistes meurent le 13 août 1995, à nouveau lors d'une tempête. Le 3 août 2008, onze hommes appartenant à la même expédition sont morts dans la redescente, ce qui porte ce nombre à plus de quatre-vingts.

### Mesure de l'altitude
Durant l'été 1986, le professeur d'astronomie George Wallerstein, de l'université de Washington, accompagne une expédition américaine sur l'arête Nord du K2, menée par l'alpiniste Lance Owens, avec un récepteur Doppler d'une trentaine de kilos, pour acquérir les signaux d'un satellite de l'US Navy, et permettant de déterminer avec une précision métrique la position et l'altitude. À cause de la tempête qui cause la mort de treize alpinistes pendant l'été dans le versant sud de la montagne, l'équipe d'alpinistes ne parvient pas au sommet. Le récepteur reste au camp de base et, faute de temps et à la suite d'un problème de batterie, Wallerstein n'acquiert qu'un seul passage du satellite (alors qu'en principe 10 à 12 sont nécessaires pour confirmer les résultats). Les signaux sont cependant propres, et il obtient ainsi une référence altimétrique à partir de laquelle il fait des mesures de triangulation géodésique classiques, sur des sommets environnants). De retour aux États-Unis, il constate que ses résultats sont plus hauts que ceux réalisés en 1937 par l'explorateur anglais Michael Spender, qui avait pris comme référence une altitude du K2 fixée à 8 611 m ; Wallerstein en déduit que l'altitude du K2 avait peut-être été sous-estimée et serait entre 8 859 et 8 909 m, donc peut-être supérieure à celle de l'Everest. Ces résultats, qualifiés de préliminaires, sont annoncés en mars 1987 dans le New York Times. Cette annonce fait un certain bruit, notamment en Italie, les premiers hommes sur le toit du monde devenant Lino Lacedelli et Achille Compagnoni le 31 juillet 1954 ; selon Jon Krakauer : « En plus des Italiens, beaucoup d'alpinistes un peu partout dans le monde (à l'exception peut-être de ceux qui avaient escaladé l'Everest) mettaient de grands espoirs dans le K2, ayant le sentiment que cette montagne, qui est à la fois plus belle et plus difficile, méritait d'être la plus haute ». Aussitôt, une expédition italienne menée par Ardito Desio (qui avait dirigé l'expédition victorieuse au K2 en 1954) et Alessandro Caporali, part faire des mesures utilisant le GPS au K2 et à l'Everest et annonce, en octobre 1987, 8 616 m pour le K2 et 8 872 pour l'Everest, qui reste donc le plus haut sommet du monde,.

## Ascension

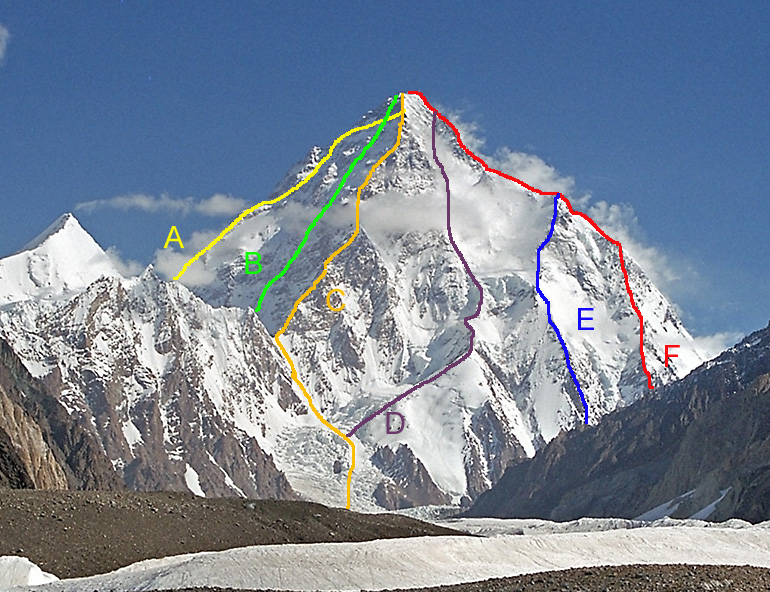
Principales voies sur la face sud.

L'ascension du K2 est considérée comme bien plus difficile que celle de l'Everest, pourtant plus élevé, en particulier à cause des conditions météorologiques et des difficultés techniques. En 2016, seules 378 personnes l'avaient réalisée contre plus de 5 000 personnes ayant atteint le sommet de l'Everest, et 85 personnes ont trouvé la mort sur ses pentes, ce qui fait un décès pour quatre personnes réussissant l'ascension. Les années les plus meurtrières furent 1986 (treize disparus), 1995 (six morts dans une tempête le 13 août) et 2008 (onze victimes d'une chute de sérac le 2 août). Le sommet est presque aussi dangereux à la descente (40 % des morts) qu'à la montée (60 % des morts). Sur les autres sommets de plus de huit mille d'altitude, la proportion est plutôt de 80 % des morts à la montée et 20 % à la descente. Désormais le sommet a été atteint par presque toutes ses arêtes.
Pour la majeure partie de l’histoire de son ascension, le K2 fut grimpé en pur style alpin ; les grimpeurs n’ont en général pas recours à l’oxygène artificiel, et les expéditions sont souvent restreintes et légèrement équipées. Cependant la saison 2004 a vu une forte augmentation de l'utilisation de l'oxygène : vingt-huit des quarante-sept réussites y ont eu recours. L’utilisation massive de l’oxygène artificiel, de même que l’installation répétée de cordes fixes et le recours à une colonie de porteurs, devient de plus en plus un sujet de controverse dans l’himalayisme, aussi bien au K2 qu’à l’Everest ou pour les autres sommets de plus de 8 000 mètres d'altitude.
Il y a plusieurs voies pour atteindre le sommet du K2, de caractères différents, mais elles comportent toutes un passage-clé et des difficultés intrinsèques aux sommets de plus de 8 000 m. La première difficulté est la haute altitude et la diminution de la pression partielle en oxygène : il y a une pression en oxygène deux tiers inférieure au sommet du K2 qu’au niveau de la mer. D’autre part les conditions météorologiques à cette altitude sont extrêmes et changent rapidement. De violentes tempêtes s’abattent sur la montagne et ont déjà bloqué des expéditions pendant plusieurs jours, causant la mort de nombreux alpinistes. Les vents sont quasi omniprésents. Enfin le K2 est réputé pour être le sommet de plus de 8 000 m le plus difficile techniquement. Ajouté à la fatigue et à l’altitude, cela rend la descente et les retraites au cours d’une tempête particulièrement dangereuses.

### Arête des Abruzzes
L'arête des Abruzzes est l'arête sud-est du K2 (éperon des Abruzzes). Cette voie d'accès est la moins difficile et la plus fréquentée pour atteindre le sommet mais elle reste dangereuse notamment à cause de ses chutes de séracs, qui ont tué 11 personnes le 2 août 2008.

### Arête Nord
L'arête nord est l'une des voies les plus dures pour atteindre le sommet. Elle est empruntée en 2011 par l’expédition internationale constituée, entre autres, de Gerlinde Kaltenbrunner.

### Autres voies
- Arête nord-ouest (rejoignant l'arête nord), première ascension en 1991 par Pierre Béghin et Christophe Profit.
- Arête ouest, 1981.
- Pilier sud-ouest ou Magic Line, techniquement difficile, 1986.
- Face sud ou Polish Line, (particulièrement exposée et dangereuse) première et unique ascension en 1986.
- Dent sud-sud-ouest (rejoignant la voie des Abruzzes ; variante possible plus sûre), 1994.
- Arête nord-est (voie longue sur corniche, rejoignant la voie des Abruzzes sur la partie sommitale), 1978.
- Face nord-ouest, 1990.
- Arête nord - Couloir des Japonais, 2011.

## Dans la culture
- K2 : The Ultimate High (1991) est un film dramatique à propos d'une équipe américaine fictive tentant l'ascension du K2.
- Dans Vertical Limit, de Martin Campbell (2000), un jeune alpiniste ne voit plus sa sœur Annie depuis un grave accident ayant provoqué la mort de leur père. Trois ans plus tard, le hasard les réunit à nouveau au pied du K2, une des plus hautes montagnes au monde. À la suite d'une avalanche, Annie et son équipe se retrouvent prisonniers d'une crevasse à près de 8 000 mètres d'altitude. Peter et une poignée d'alpinistes chevronnés, dont le mystique Montgomery Wick se lancent à leur secours.
- K2 est un jeu de société créé par Adam Kałuża avec pour trame l'ascension de la montagne.
- En mathématiques, André Weil, mathématicien et alpiniste, nomma les surfaces K3 en l'honneur de trois géomètres algébristes (Kummer, Kähler et Kodaira) ainsi qu'en référence au K2[56],[57].
- Ascension est un manga de Shin'ichi Sakamoto, relatant le projet d'ascension de la face Est du K2 (jamais réalisée) par un prodige de l'alpinisme japonais.
- Wall K2 est un vaisseau du jeu Beyond the Void, nommé ainsi pour sa grande résistance et le fait que, comme pour une ascension, ses points de vie augmentent au fil du jeu, culminant à 8 611 en fin de partie, comme le sommet du K2.
- Depuis 2005, le sommet du K2 figure sur le revers des billets de 50 roupies pakistanaises.

### Filmographie
- K2 : pour quelle victoire (1979). Réalisé par Jacques Ertaud, diffusé sur Antenne 2 le 20 avril 1980. Ce documentaire retrace la tentative d'une expédition française en 1979 constituée de 14 grimpeurs, d'une équipe technique et de 1 400 porteurs[58].
- The Summit (en) (2012). Documentaire à propos du drame du 1er août 2008, où 11 alpinistes ont perdu la vie sur les flancs de la montagne.